# Edvin Petterson
Carl Edvin Petterson, född 10 februari 1865 i Sankt Petersburg i Kejsardömet Ryssland, död 10 oktober 1917 i Göteborg, var en svensk maskiningenjör och professor.
Petterson, som var son till redaren och grundaren av rederiet Neptun i Kronstadt, Ingenjör Carl Petter Peterson och Amalia Mathilda, avlade mogenhetsexamen i Kronstadt 1882 och utexaminerades från Kungliga Tekniska högskolan i Stockholm 1886. Han var anställd vid Kockums Mekaniska Verkstads AB i Malmö 1886–1889 och vid Palmers Iron & Shipbuilding Co. Ltd i Jarrow 1889–1892. Sistnämnda år grundade han, tillsammans med fartygskonstruktören John Johnson, ingenjörsbyrån Johnson & Petterson i Göteborg, i vilken han var delägare till sin död. Han var även extra lärare i ångmaskinlära vid Navigationsskolan i Göteborg 1895–1902, lektor i maskinlära vid Chalmers tekniska läroanstalt 1904–1911 och professor i maskinlära (värmemotorer) där från 1911. Han utförde viktiga arbeten särskilt på ångpanneområdet och var bland annat maskinexpert för den franska Bureau Veritas i Sveriges västra distrikt samt maskininspektör för en rad rederier.
Carl Edvin Petterson lät uppföra mangårdsbyggnaden till Gammelberg i Ödsmål där han levde fram till sin död 1917. Carl Edvin Petterson var aldrig gift eller fick barn.